# Tabotaki
Tabotaki est une localité et une commune rurale du Niger, du département de Bouza, région de Tahoua.

## Géographie
Tabotaki est située à 27 km au nord du chef-lieu départemental Bouza.  
| Garhanga | Ibohamane | Azèye       |
| Déoulé   | Tabotaki  | Babankatami |
|          | Bouza     |             |

## Histoire
La commune rurale de Tabotaki instaurée en 2002 est issue du canton de Bouza. 

## Population
Lors du recensement général de 2012, la population communale est relevée à 46 266 habitants. La localité compte 3 893 habitants en 2012.

## Localités
Modèle:La commune rurale de Tabotaki compte

## Service et infrastructure
- Centre de Santé Intégré (CSI) à Tabotaki ,darakou, kwarra ,et Yagalalane.
- Complexe d'enseignement secondaire (CES) à Tabotaki chef-lieu de la commune.
- Complexe d'enseignement général(CEG) à guidan djibo et à yagalalan .                        *Centre de formation et des métiers (CFM) à Tabotaki.